# Accademia Olimpica
Die Accademia Olimpica ist eine seit 1555 bestehende Vereinigung in Vicenza, die sich vor allem der Kultur, dem Kunstleben und dem Fortschritt (progresso) der Stadt und ihres historischen Territoriums verschrieben hat. Außerdem pflegt und unterhält sie das von ihr errichtete Teatro Olimpico, führt dort Veranstaltungen auf und unterhält eine eigene Bibliothek. Sitz der Accademia ist ein Anbau an diesem Theater.

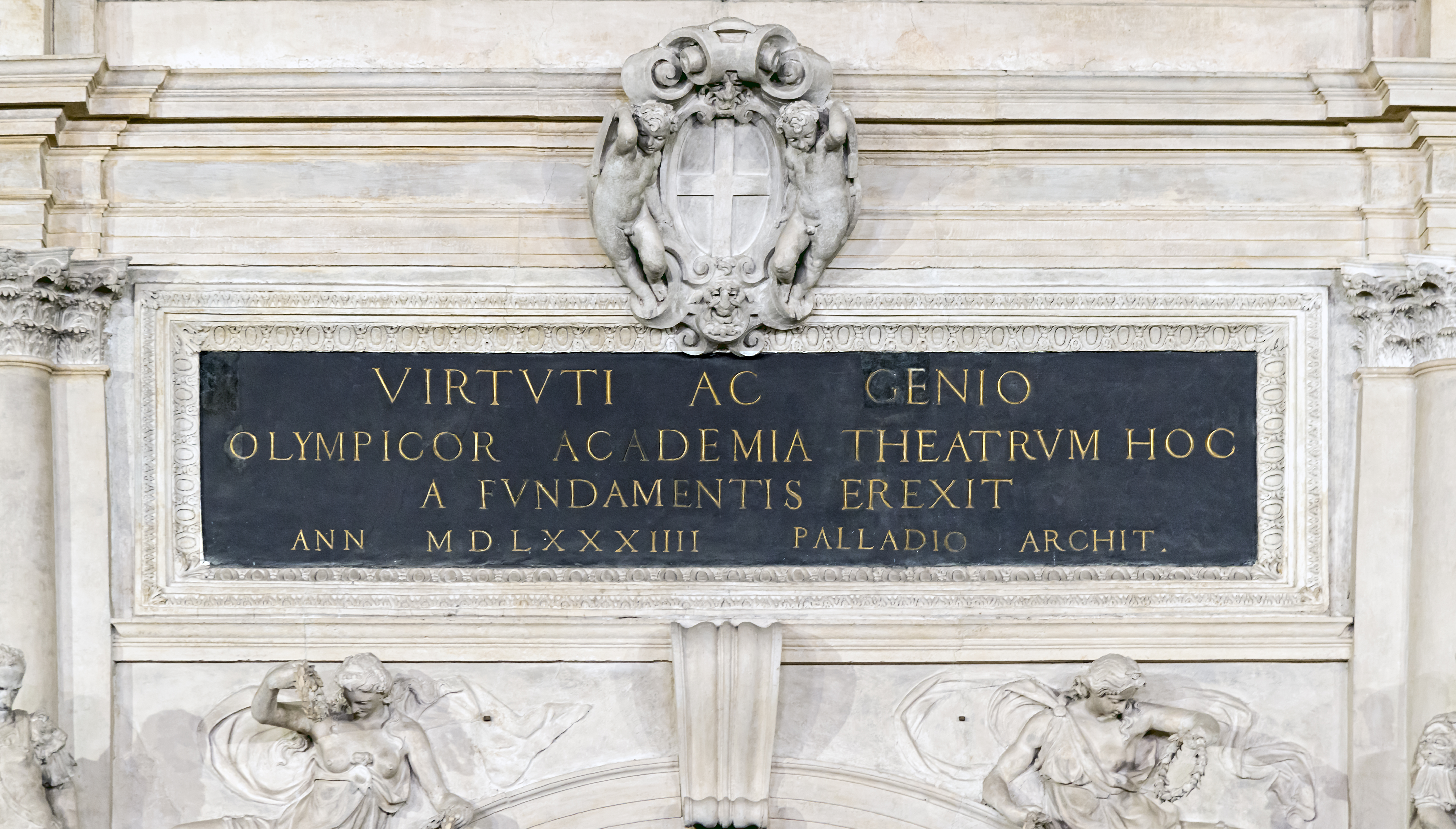
Inschrift im Teatro Olimpico

## Geschichte
Betreiber der Gründung waren die Adligen Valerio Chiericati und Girolamo da Schio, doch war die Mehrheit der 21 Gründer von bürgerlicher Abstammung. Zu den Gründern zählten Anton Maria Angiolelli, der Conte Da Monte, Giacomo Pagello, Giuseppe Ovetari, Elio Belli und der Mathematiker und Ingenieur Silvio Belli, der Baumeister Andrea Palladio, Bernardino Trinagio, Vincenzo Magrè. Wenig später schlossen sich die Maler Antonio Fasolo und Giovanni Battista Maganza (1513–1586) an. Grundsätzlich sollten in der Accademia alle Künste vertreten sein, wobei hier die Wissenschaften, wie etwa Philosophie, Mathematik, Medizin oder Kosmographie eingeschlossen waren. Beiträge aus diesen Bereichen wurden gelesen und diskutiert.
Zunächst hatte die Einrichtung keinen festen Sitz, doch Palladio erhielt 1580 den Auftrag, einen Versammlungsort zu errichten. Er wählte die Form eines römischen Theaters. Die Finanzierung des Bauwerks erfolgte aus Mitteln der betuchten Familien der Stadt. Ihnen wurden im Gegenzug Statuen gewidmet, die im fertiggestellten Bauwerk gut sichtbar untergebracht werden sollten. Palladio, der noch 1580 starb, konnte das Teatro jedoch nicht mehr fertigstellen. Diese Aufgabe übernahm sein Sohn Silla und der Vicentiner Baumeister Vincenzo Scamozzi bis zur Fertigstellung 1585.
Durch Napoleon drohte 1810 die Auflösung der Institution, doch 1813 beschloss die Kommune, das Bauwerk zu übernehmen, es jedoch der Accademia für den ausschließlichen und dauerhaften Gebrauch zu überlassen. Mit dem Risorgimento und der 1857 erfolgten Einweihung des Osservatorio Meteorico (eigentlich meteorologico, also wetterkundlich) und der Scuola di disegno e plastica, sowie der tatkräftigen Mitarbeit von Fedele Lampertico, Giacomo Zanella, Antonio Fogazzaro und Almerico da Schio (1836–1930) erlangte die Einrichtung einen landesweiten Ruf. 1935 wurde sie zur juristischen Person umgewidmet.
Das Osservatorio wurde durch Bombenangriffe der Alliierten im Jahr 1944 zerstört, ebenso wie die 20.000 Bände zählende Bibliothek. Das Teatro selbst blieb jedoch weitgehend verschont, wodurch auch ein erheblicher Teil der dortigen Dokumente überlebte. Sie werden inzwischen von der Biblioteca civica Bertoliana aufbewahrt. Seit 1979 besteht eine Neugründung der hauseigenen Bibliothek, die inzwischen über mehr als 30.000 Bände verfügt.
Mitglied der Accademia wird man durch Wahl durch die vorhandenen Mitglieder. Die Kandidaten müssen sich durch herausragende Leistungen im Kampf um Frieden und um die „civiltà umana“ hervorgetan haben. Bei den Mitgliedern wird zwischen maximal 130 Ordinari auf der einen Seite unterschieden, die in Vicenza geboren sein und seit mindestens drei Jahren in Venedig leben müssen. Höchstens 40 Corrispondenti unterliegen nicht diesen Anforderungen, als Fuori ruolo gelten alle, die das 80. Lebensjahr überschritten haben. Schließlich gelten als Onorari alle, die in keine dieser Kategorien passen.
Zu den Mitgliedern pro tempore zählen Bischof und Bürgermeister von Vicenza, der Präsident der Provinz Vicenza, ebenso wie die Vorsitzenden von Handelskammer, Industrie, Handwerk und Landwirtschaft.
Gesamtversammlungen, solche der Ordinari, einschließlich der fuori ruolo und pro tempore, ein eigener Rat nebst einem Präsidenten, sowie das Kollegium der Revisoren bilden das organisatorische Rückgrat.
Die Präsidentschaft hatten ab 1840 folgende Personen inne:
- 1840–1844 Camillo Franco
- 1844–1845 Ambrogio Fusinieri
- 1845–1851 Valentino Pasini
- 1851–1870 Francesco Secondo Beggiato
- 1870–1883 Fedele Lampertico
- 1883–1890 Giacomo Zanella
- 1890–1896 Antonio Fogazzaro
- 1896–1897 Paolo Lioy
- 1897–1930 Almerico da Schio
- 1930–1933 Giulio Tozzi
- 1933–1937 Giuseppe Vaccari
- 1937–1946 Antonio Mosconi
- 1946–1948 Ascanio Pagello
- 1948–1949 Antonio Mosconi
- 1949–1959 Egidio Tosato
- 1959–1990 Mariano Rumor
- 1990–1991 Giorgio Oliva
- 1991–1995 Alessandro Faedo
- 1995–2003 Lorenzo Pellizzari
- 2003–2011 Fernando Bandini
- 2011–2015 Luigi Franco Bottio
- 2015–2016 Marino Breganze
- 2016–2022 Caetano Thiene
- seit 2023 Giovanni Luigi Fontana